# 어제
어제는 과거를 나타내는 시간 개념으로, 오늘의 하루 전날이다. 작일(昨日)이라고도 한다.

## 학습과 언어
"어제", "현재", "내일"의 개념은 아기가 습득하는 첫 번째 상대적 시간 개념 중 하나이다. 언어에서 "어제"를 나타내는 명사 또는 부사는 대부분의 언어에 존재하지만 전부는 아니며, 어휘에 모호함이 있는 언어는 즉각적인 과거와 즉각적인 미래를 구별하는 다른 방법도 가지고 있다. "어제"는 문법과 통사론에서도 상대적인 용어이자 개념이다.
어제는 과거에 발생한 사건이 현재 현실에는 존재하지 않지만 그 결과는 지속된다는 점에서 추상적인 개념이다.
일부 언어에는 헤스터널 시제: 전날의 사건을 위한 전용 문법 형태가 있다.

## 관련 표현
- '어제오늘'은 최근 며칠 사이를 뜻한다.
- '어제가 옛날'이란 말은 변화가 매우 빠름을 뜻한다.

## 같이 보기
- 위키낱말사전에 어제 관련 글이 있습니다.
- 그저께
- 오늘
- 예스터데이(Yesterday→어제)